# 沃羅布萊維奇
沃羅布萊維奇（羅馬化：Voroblevychi）是烏克蘭西部利沃夫州德羅霍貝奇區梅德尼奇市鎮的村莊，始建於1435年，面積20.74平方公里，2001年人口1929、人口1,904，人口密度每平方公里93人。